# Conrad Broßwitz
Conrad Konstantin Georg Broßwitz, dit souvent Konrad Broßwitz né le 15 mai 1881 à Dantzig et mort le 11 mars 1945 au camp de concentration de Dachau,, est un homme politique allemand.

## Biographie
Après sa scolarité primaire, il travaille comme tapissier et décorateur dans sa ville natale. Engagé bénévole dans le mouvement syndical, il adhère en 1907 au Parti social-démocrate d'Allemagne (SPD), et en 1919 s'installe à Francfort-sur-le-Main pour travailler comme secrétaire du parti pour le Grand Francfort,. Aux élections législatives allemandes de 1928, il est élu député de la province de Hesse-Nassau au Reichstag, siégeant jusqu'en 1930. Membre de l'aile gauche du SPD, il s'engage au mouvement paramilitaire Reichsbanner Schwarz-Rot-Gold, qui vise à défendre la république de Weimar et la démocratie parlementaire face aux menaces nazie et, dans une moindre mesure, communiste. De mars à juillet 1933 il est brièvement conseiller municipal à Francfort,.
Surveillé par la Gestapo après la prise de pouvoir par les nazis en mars 1933, il perd son emploi de secrétaire du SPD avec la dissolution forcée des partis politiques, et survit tant bien que mal en travaillant comme « vendeur ambulant, porteur et veilleur de nuit ». En mai 1933 la Gestapo perquisitionne son domicile et confisque certains de ses livres. En avril 1944, son appartement est détruit par un bombardement allié, et il s'installe avec son épouse à Hochstadt, petite ville de Rhénanie-Palatinat. Il est arrêté en août 1944 lors de l'Aktion Gitter, la vague d'arrestations de syndicalistes et d'anciennes personnalités politiques à la suite du complot du 20 juillet 1944. Interné au camp de concentration de Dachau, il y meurt en mars 1945 d'une épidémie de typhus,.
Il est l'un des anciens députés commémorés par le Mémorial en souvenir des 96 membres du Reichstag assassinés par les nazis, devant le palais du Reichstag.